# Марія Пачеко
Марія Лопес де Мендоса Пачеко (ісп. María López de Mendoza y Pacheco; бл. 1496, Гранада — березень 1531, Порту), зазвичай згадувана як Марія Пачеко — кастильська аристократка, дружина очільника  повстання комунерів у Кастилії Хуана Лопеса де Падилья. Після загибелі чоловіка шість місяців очолювала  захист Толедо проти королівських військ.

## Біографія

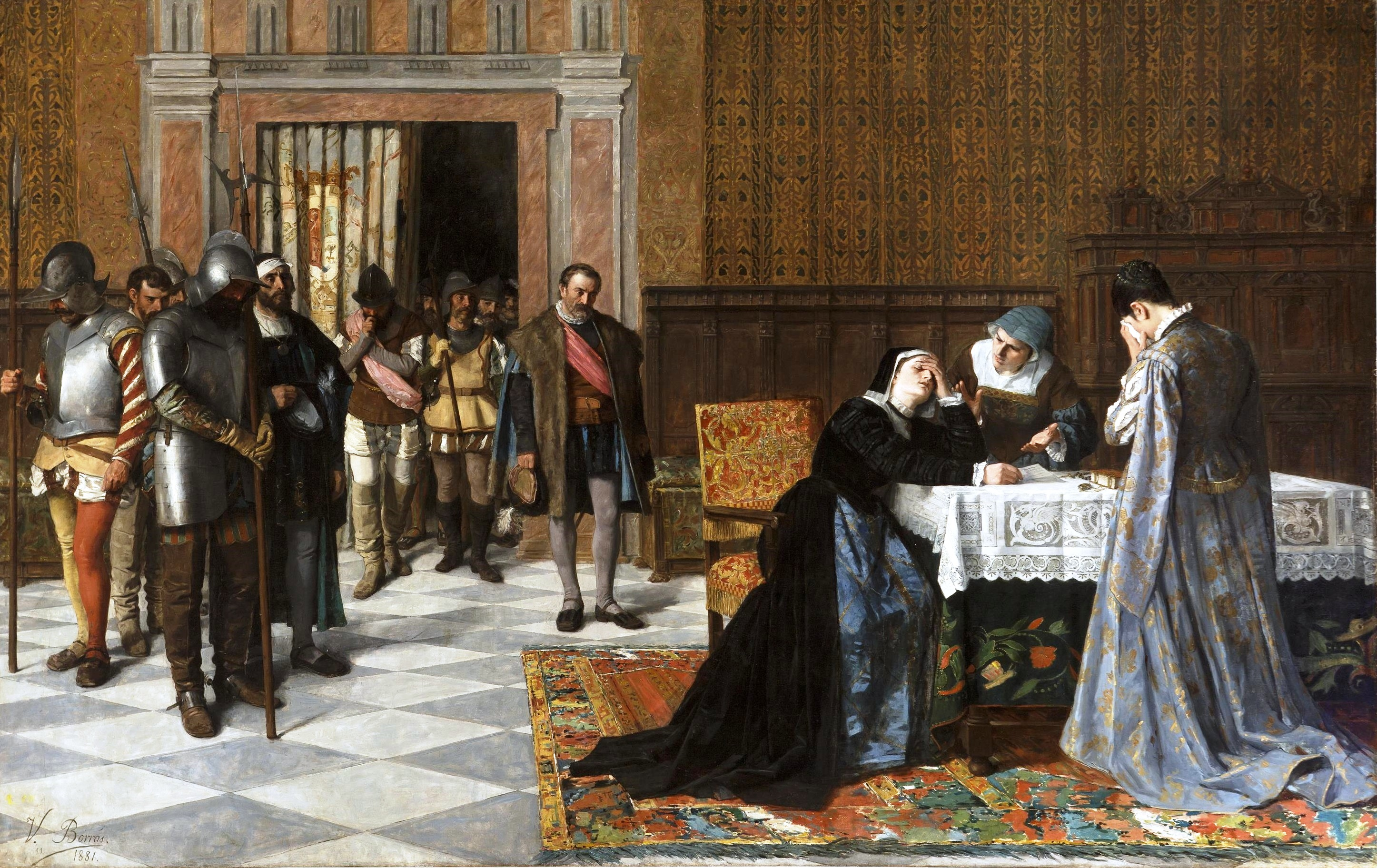
Марія Пачеко отримує звістку про смерть свого чоловіка у Вільяларі. Картина 19-го сторіччя.

Народилась в Альгамбрі, Гранада. В 1511 році, в 14-річному віці вийшла заміж за Хуана Лопеса де Падилью, все ж залишилась на своєму сімейному імені, бо воно мало вищий престиж ніж ім'я її чоловіка.
Коли 24 квітня 1521 року її чоловік, голова кастильських комунерів, був страчений після того, як потрапив у полон у битві при Вільяларі, Марія Пачеко від його імені очолила захист Толедо проти королівських сил і утримувала місто до укладення угоди про мирну здачу шістьма місяцями пізніше.
Пачеко зуміла втекти в Португалію і жила в Порту до своєї смерті в березні 1531 у віці 35. Її було поховано в місцевому кафедральному соборі.